# 小野晋也
小野 晋也（おの しんや、1955年4月28日 - ）は、日本の政治家。愛媛県議会議員（2期）、衆議院議員（5期）、文部科学副大臣（第2次小泉内閣）などを歴任した。

## 来歴・人物
愛媛県新居浜市出身。愛光高等学校、東京大学工学部航空学科卒業。東京大学大学院工学系研究科航空宇宙工学専攻修士課程修了。中学時代にアポロ11号月面着陸という人類史上の大偉業に出会い、宇宙ロケットのシステムエンジニアを志す。
大学院修了後、松下幸之助が創設した松下政経塾に第一期生として入塾。同期生には逢沢一郎・野田佳彦、横尾俊彦、岡田邦彦らがいる。
1983年、松下政経塾出身者としては初の選挙となる愛媛県議会議員選挙に立候補して当選。以後2期務めた。
1993年、森清の後継者として第40回衆議院議員総選挙に自由民主党公認で立候補し、当選（当選同期に安倍晋三・田中眞紀子・野田聖子・茂木敏充・高市早苗・塩崎恭久・岸田文雄・浜田靖一・熊代昭彦・横内正明・山岡賢次・江崎鉄磨など）。以後5期連続当選。
経済企画総括政務次官、文部科学副大臣、衆議院財務金融委員長、自由民主党中央政治大学院・学院長等を歴任。
2008年、次期総選挙に出馬しない意向を表明。翌年の衆議院解散に伴い、中央政界を離れた。
現在は「在野の政治家」として活動中。月刊誌「OAK･TREE（オークツリー）」を発行している。

## 所属していた団体・議員連盟
- 神道政治連盟国会議員懇談会
- 外国人材交流推進議員連盟
- 日韓議員連盟（常任幹事）
- 再チャレンジ支援議員連盟
- 地球規模問題に取組む国際議員連盟
- 音楽文化振興議員懇談会（幹事長）

ほか

## 著作等
著書（関連書籍を含む）
- 明石信吉著『人間の森よひろがれ―代議士小野晋也とOAK･TREE運動の十三年』（菜根出版、1997年）
- 『志力奔流　「人間の森文明」宣言』（致知出版社、2001年）
- 『日本は必ず米国に勝てる』（小学館、2001年）
- 『日本人の使命』（ヒューマンフォレスト、2004年）
- 『ロボット発想オモチャ箱』（オーム社、2005年）
- 『山田方谷の思想』（中経出版、2006年）
- 『志の道』（2006年）
- 『夢出せ！ 知恵出せ！ 元気出せ！』（ヒューマンフォレスト、2006年）
- 『本物に学ぶ生き方』（致知出版社、2009年）
- OAK･TREE運動２５周年記念写真集「OAK･TREE運動　その祈りの場　橿樹舎、志の道、そしてヤング・リーフ・ハウス」（2009年）
- 『山田方谷が教える７つの人生原理』（方谷塾、2013年）
- 『山田方谷が学んだ「陽明学」のエッセンス』（方谷塾、2015年）
- 『幸せについて考えよう―武道指導者へのメッセージ』（日本武道館、2019年）

CD
- 「敦煌・心の旅路」（2004年）
- 「十河信二」（2006年）